# 春秋戦国時代
春秋戦国時代（しゅんじゅうせんごくじだい）は、中国史において紀元前770年に周が都を洛邑（成周）へ移してから、紀元前221年に秦が中国を統一するまでの時代である。この時代の周が東周と称されることから、東周時代（とうしゅうじだい）と称されることもある。

## 概略
紀元前403年に晋が韓・魏・趙の三国に分裂する前を春秋時代、それ以降を戦国時代と分けることが多い。この時代を「周の統一時代が終わって分裂状態になり、最後に秦によって再統一された」とする解釈があるが、秦が統一した領域は周が影響力を及ぼした領域よりも広い。他にも南の楚は元々は自ら王号を称える自立した国であった。また東・北についても斉や晋などの国により領域が拡大された。
周辺部だけではなく、内地に関しても大きな変化が起こった。春秋時代の半ば頃まではそれぞれの邑（村落）が国内に点在し、その間の土地は必ずしもその国の領域に入っている訳ではなく、周（もしくは周の諸侯）に服属しない異民族が多数存在していた。しかし時代が下るにつれ、そうした点と線の支配から面の支配へと移行していった。
政治制度においても、それまでの封建制から郡県制へと移行する段階にあり、思想においても諸子百家と呼ばれる思想家たちが登場し、様々な新しい思想が形作られた。
なお、春秋戦国時代の名称は、孔子の『春秋』と劉向の『戦国策』にちなむ。

## 時代区分
春秋時代の終わり・戦国時代の始まりについては諸説ある。晋の家臣であった韓・魏・趙の三国が正式に諸侯として認められた紀元前403年とする説、紀元前453年に韓・魏・趙が智氏を滅ぼして独立諸侯としての実質を得た時点を採る『資治通鑑』説の2つが主流である。この他に、『春秋』は魯哀公十四年（紀元前481年）に「獲麟」（麒麟を獲た）の記述で終了するので、これをもって春秋時代の終わりとする説、『史記』の『六国年表』が始まる紀元前476年とする説などがある。主要な7説を列挙すると、
1. 紀元前481年（周の敬王39年）
  - 呂祖謙の《大事記》の記述が始まった年。また、《春秋》の記述が終わった年[注釈 1]。
2. 紀元前476年（周の敬王44年[注釈 2]）
  - 史記の『六国年表』の記載が始まった年[1]。
3. 紀元前475年（周の元王元年[注釈 3]）
  - 前年に周の敬王が在位44年で死去し、周の元王元年を戦国時代の始めとする[2]。
4. 紀元前468年（周の貞定王元年）
  - 林春溥の《戦国編年》、黄式三の《周季編略》、楊寛の《戦国史料編年輯証》の記載が始まった年。また、《春秋左氏伝》の記述が終わった年。
5. 紀元前453年（周の貞定王16年）
  - 晋の趙氏・魏氏・韓氏が晋陽の戦いで智氏を滅ぼし、戦国七雄の大枠が構成された年。
6. 紀元前441年（周の哀王元年）
  - 朔雪寒が《孫子兵法論正》で提言した説[3]。
7. 紀元前403年（周の威烈王23年）
  - 三晋が周により正式に諸侯に認められた年。一般的にはこの年からを戦国時代とする。

春秋時代には周王は政治の実権は握っていなかったが、依然として精神面の中心であり、諸侯は王に次ぐ2番目の地位たる覇者となろうとしていた。それに対して戦国時代は、諸侯自らがそれぞれ「王」を称して争うようになり、残っていた周王の権威は殆ど無くなった。

## 主要国家

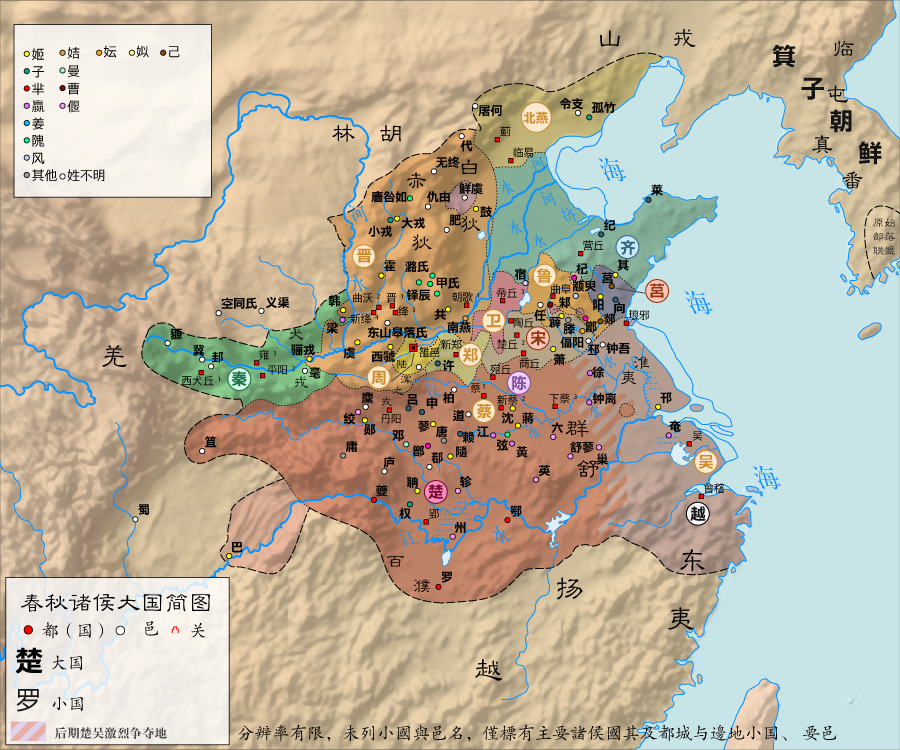
春秋時代の諸侯の勢力図

| 国           | 姓氏               | 領域                                                                                            | 国都                                       | 爵位 | 存在年                   | 初代君主                          | 最後の君主                          | 滅国者          |
| 周朝         | 周朝               | 周朝                                                                                            | 周朝                                       | 周朝 | 周朝                     | 周朝                              | 周朝                                | 周朝            |
| ------------ | ------------------ | ----------------------------------------------------------------------------------------------- | ------------------------------------------ | --- | ------------------------ | --------------------------------- | ----------------------------------- | --------------- |
| 東周         | 姫氏               | 名義上、全国を統治。 実際は首都洛邑（河南省洛陽市）の周囲の狭小地区                             | 洛邑                                       | 王（天子）                                                                                              | 前770年 - 前256年        | 平王（紀元前770年 - 紀元前720年） | 赧王（紀元前314年 - 紀元前256年）   | 秦国 東周の滅亡 |
| 戦国七雄     |                    |                                                                                                 |                                            | |                          |                                   |                                     |                 |
| 秦           | 嬴姓趙氏           | 陝西省中南部、甘粛省東部、四川省、重慶市、河南省西部、湖北省西部など。前221年に中華を統一した。 | 秦邑・汧邑・汧渭の会・平陽・雍・櫟陽・咸陽 | 仲→伯（前770年受封）→王（前325年自称）→帝（前288年に西帝自称）→王（復称）→皇帝（前221年全国統一後改称） | 前770年 - 前206年        | 襄公（紀元前777年 - 紀元前766年） | 秦王政（紀元前246年 - 紀元前210年） | 西楚、漢        |
| 燕           | 姞姓               | 遼寧省南部、北京市、天津市、河北省北部                                                          | 薊（副都:下都）                            | 侯→王（前323年自称）                                                                                    | 前1046年 - 前221年       | 燕侯克（召公奭）                  | 燕王喜（紀元前254年 - 紀元前222年） | 秦 燕の滅亡     |
| 楚           | 羋姓熊氏           | 湖北省、湖南省北部、安徽省西部、江西省西部、河南省南部、江蘇省、浙江省                          | 丹陽・郢・陳・寿春                         | 子→王（前704年自称）                                                                                    | 殷代 - 前223年           | 鬻熊                              | 負芻（紀元前227年 - 紀元前223年）   | 秦 楚の滅亡     |
| 趙           | 嬴姓趙氏           | 河北省西部、山西省北部、内モンゴル自治区南部                                                    | 邯鄲                                       | 侯→王（前326年自称）                                                                                    | 前403年 - 前222年        | 列侯（紀元前408年 - 紀元前400年） | 幽繆王（紀元前235年 - 紀元前228年） | 秦 趙の滅亡     |
| 魏           | 姫姓魏氏           | 山西省南部、河南省北部、陝西省東部、河北省の一部                                                | 安邑・大梁                                 | 侯→王（前344年自称）                                                                                    | 前403年 - 前225年        | 文侯（紀元前445年 - 紀元前396年） | 王假（紀元前227年 - 紀元前225年）   | 秦 魏の滅亡     |
| 韓           | 姫姓韓氏           | 河南省                                                                                          | 陽翟・新鄭                                 | 侯→王（前324年自称）                                                                                    | 前403年 - 前230年        | 景侯（紀元前408年 - 紀元前400年） | 王安（紀元前238年 - 紀元前230年）   | 秦 韓の滅亡     |
| 斉（田斉）   | 嬀姓田氏           | 山東省東部、河北省南部                                                                          | 臨淄                                       | 侯→王（前334年自称）→帝→王                                                                              | 前386年 - 前221年        | 太公（紀元前386年 - 紀元前385年） | 王建（紀元前265年 - 紀元前221年）   | 秦 斉の滅亡     |
| その他諸侯国 |                    |                                                                                                 |                                            | |                          |                                   |                                     |                 |
| 国           | 姓氏               | 領域                                                                                            | 爵位                                       | 存在年                                                                                                  | 滅国者                   |                                   |                                     |                 |
| 斉（姜斉）   | 姜姓呂氏           | 山東省東部、河北省南部                                                                          | 侯                                         | 前1046年 - 前379年                                                                                      | 田斉                     |                                   |                                     |                 |
| 魯           | 姫姓魯氏           | 山東省曲阜市                                                                                    | 侯                                         | 前1046年 - 前256年                                                                                      | 楚                       |                                   |                                     |                 |
| 衛           | 姫姓衛氏           | 河南省淇県、濮陽市                                                                              | 侯→君（前330年改称）                       | 前1040年 - 前209年                                                                                      | 秦                       |                                   |                                     |                 |
| 宋           | 子姓宋氏、子姓戴氏 | 河南省商丘市、通許県                                                                            | 公→王（前323年自称）                       | 前1040年 - 前286年                                                                                      | 田斉、魏、楚（宋の滅亡） |                                   |                                     |                 |
| 晋           | 姫姓               | 山西省、河南省北部、陝西省東部、河北省東部                                                      | 侯                                         | 前1033年 - 前349年                                                                                      | 韓、趙、魏               |                                   |                                     |                 |
| 越           | 姒姓               | 浙江省の中心、山東省南部、福建省北部                                                            | 子→王（自称）                              | 前2032年 - 前222年                                                                                      | 秦                       |                                   |                                     |                 |
| 鄭           | 姫姓鄭氏           | 河南省新鄭市                                                                                    | 伯                                         | 前806年 - 前375年                                                                                       | 韓                       |                                   |                                     |                 |
| 中山         | 姫姓               | 河北省中部、太行山の東の麓                                                                      | 侯                                         | 前507年 - 前406年                                                                                       | 魏                       |                                   |                                     |                 |
| 中山         | 姫姓               | 河北省中部、太行山の東の麓                                                                      | 侯→王（前323年自称）                       | 前380年頃 - 前296年                                                                                     | 趙                       |                                   |                                     |                 |
| 蜀           |                    | 四川省中部                                                                                      | 周の冊封を受けていない為無爵位             | ？ - 前316年                                                                                            | 秦                       |                                   |                                     |                 |
| 巴           | 姫姓               | 重慶市、四川省東部                                                                              | 子                                         | ？ - 前316年                                                                                            | 秦                       |                                   |                                     |                 |
| 陳           | 嬀姓               | 宛丘                                                                                            |                                            | 前1046年 - 前478年                                                                                      | 楚                       |                                   |                                     |                 |
| 蔡           | 姫姓蔡氏           | 上蔡→新蔡→下蔡                                                                                  |                                            | 前1046年 - 前447年                                                                                      | 楚                       |                                   |                                     |                 |
| 曹           | 姫姓               | 陶丘                                                                                            |                                            | 前1046年 - 前487年                                                                                      | 宋                       |                                   |                                     |                 |